# Kanton Penipe
Der Kanton Penipe befindet sich in der Provinz Chimborazo zentral in Ecuador. Er besitzt eine Fläche von 366,8 km². Im Jahr 2020 lag die Einwohnerzahl schätzungsweise bei 6950. Verwaltungssitz des Kantons ist die Ortschaft Penipe mit 1064 Einwohnern (Stand 2010). Der Kanton Penipe wurde im Jahr 1984 eingerichtet.

## Lage
Der Kanton Penipe liegt im äußersten Nordosten der Provinz Chimborazo. Das Gebiet liegt an der Westflanke der Cordillera Real. Der Río Chambo fließt entlang der westlichen Kantonsgrenze nach Norden. Dessen rechter Nebenfluss Río Puela durchquert den Nordosten des Kantons. Die Provinzhauptstadt Riobamba befindet sich 17 km südwestlich von Penipe. Im Norden reicht der Kanton bis zum 5016 m hohen Vulkan Tungurahua, im Südosten bis zum 5319 m hohen El Altar.
Der Kanton Penipe grenzt im Süden an den Kanton Riobamba, im Westen an den Kanton Guano, im Norden an die Provinz Tungurahua sowie im Osten an die Provinz Morona Santiago.

## Verwaltungsgliederung
Der Kanton Penipe ist in die Parroquia urbana („städtisches Kirchspiel“)
- Penipe

und in die Parroquias rurales („ländliches Kirchspiel“)
- Bilbao
- El Altar
- La Candelaria
- Matus
- Puela
- San Antonio de Bayushig

gegliedert.